# Премия Алтын Журек
Алтын Журек (каз. Алтын Жүрек, дословно «Золотое Сердце») — ежегодная общественная национальная премия за вклад коммерческих организаций и физических лиц в реализацию благотворительных программ и проектов на территории Казахстана. Учреждена общественным фондом Благотворительный фонд «Бауыржан» (основатель фонда — Омарбекова Жулдыз Кажикеновна).

## Правила
Отбор по номинациям осуществляет Экспертный и Общественный совет.
Экспертный совет состоит из 20 членов, каждый из которых обладает решающим правом голоса. В состав Экспертного совета, который формируется организаторами конкурса, входят представители неправительственных организаций, СМИ, органов государственной власти, органов местного самоуправления и коммерческих организаций. Задача Экспертного совета: отобрать из числа соискателей премии по три номинанта в каждой номинации. Решение принимается простым большинством голосов членов Экспертного совета.
Общественный совет состоит из 10 членов, формируется из видных общественных, государственных и политических деятелей, деятелей науки и культуры; представителей национальных и международных общественных и коммерческих организаций, а также из лиц и представителей организаций, являющихся основными спонсорами премии. Общественный совет — орган, призванный отобрать из числа номинантов по одному лауреату в каждой номинации. Решение принимается простым большинством голосов членов Общественного совета.

## О премии
Премия учреждена в марте 2007 г.

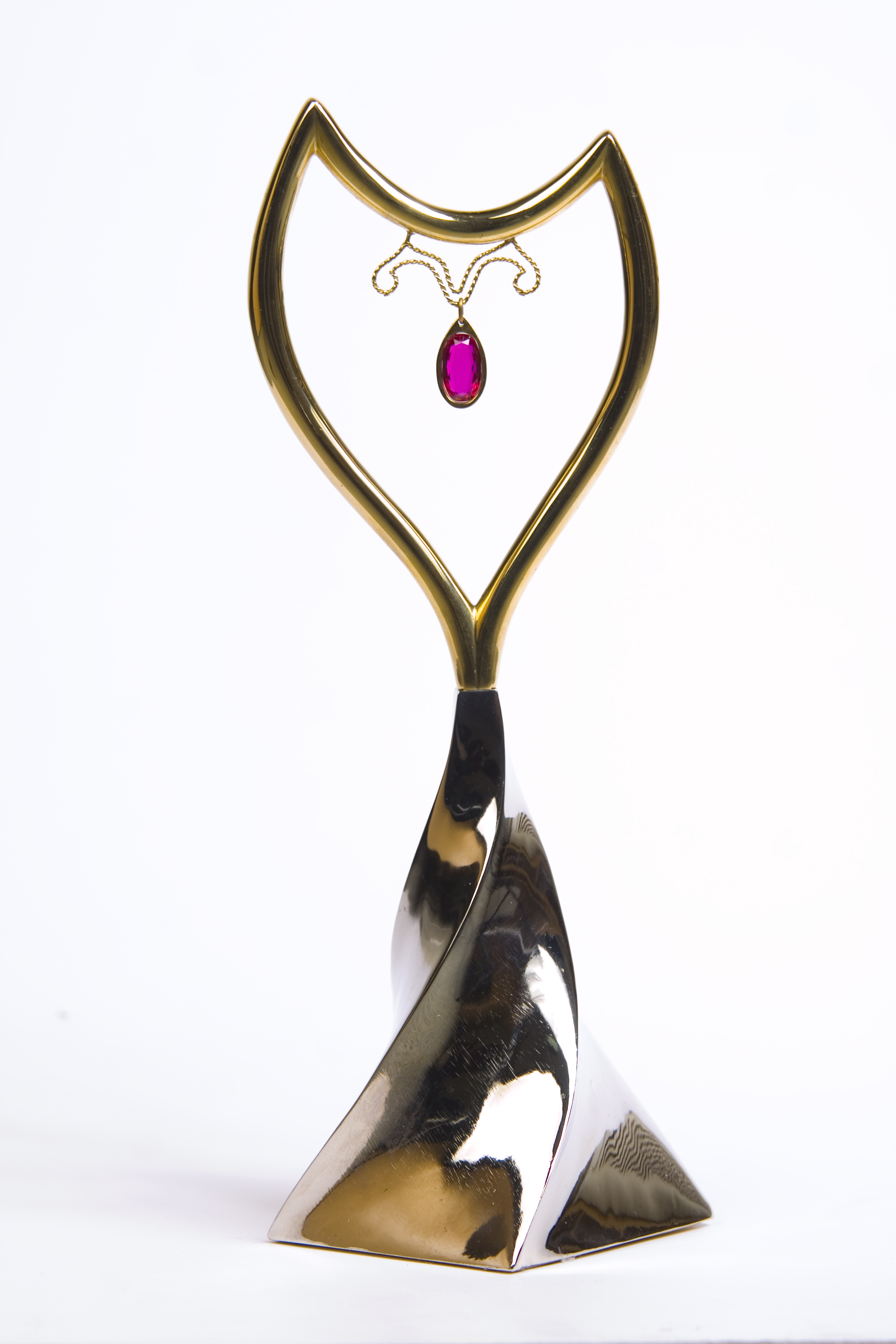
Статуэтка премии Алтын Журек

27 октября 2007 г. в Государственном Академическом театре оперы и балета им. Абая состоялось первое вручение премий.
Символом и главной наградой проекта является — статуэтка в виде сердца с капелькой крови из позолоченной бронзы и камня сапфир, и диплом из стекла — символ прозрачности и чистоты.
Почетным гостем на торжественном вручении первой премии «Алтын Журек» был Чингиз Айтматов.
Премия каждый год традионно проходит 27 октября в Государственном Академическом театре оперы и балета им. Абая.
За свою семилетнюю историю Премия в 2010 году впервые прошла в г. Астана в концертном зале Конгресс-холла.
В 2011 году организаторы объявили о новой номинации «За вклад в развитие Казахстана». Она будет присуждаться иностранным гражданам, осуществляющим благотворительную деятельность в Казахстане.
В 2012 году организационный комитет поменял номинацию «Искусство и милосердие» на номинацию «За вклад в здравоохранение» — который будет присуждаться тем, кто оказывает материальную и финансовую помощь медицинским учреждениям, поддерживает их в проведении мероприятий по улучшению качества медицинских услуг и повышению квалификации медицинских работников.
В 2018 году введена новая номинация «За вклад в охрану окружающей среды».

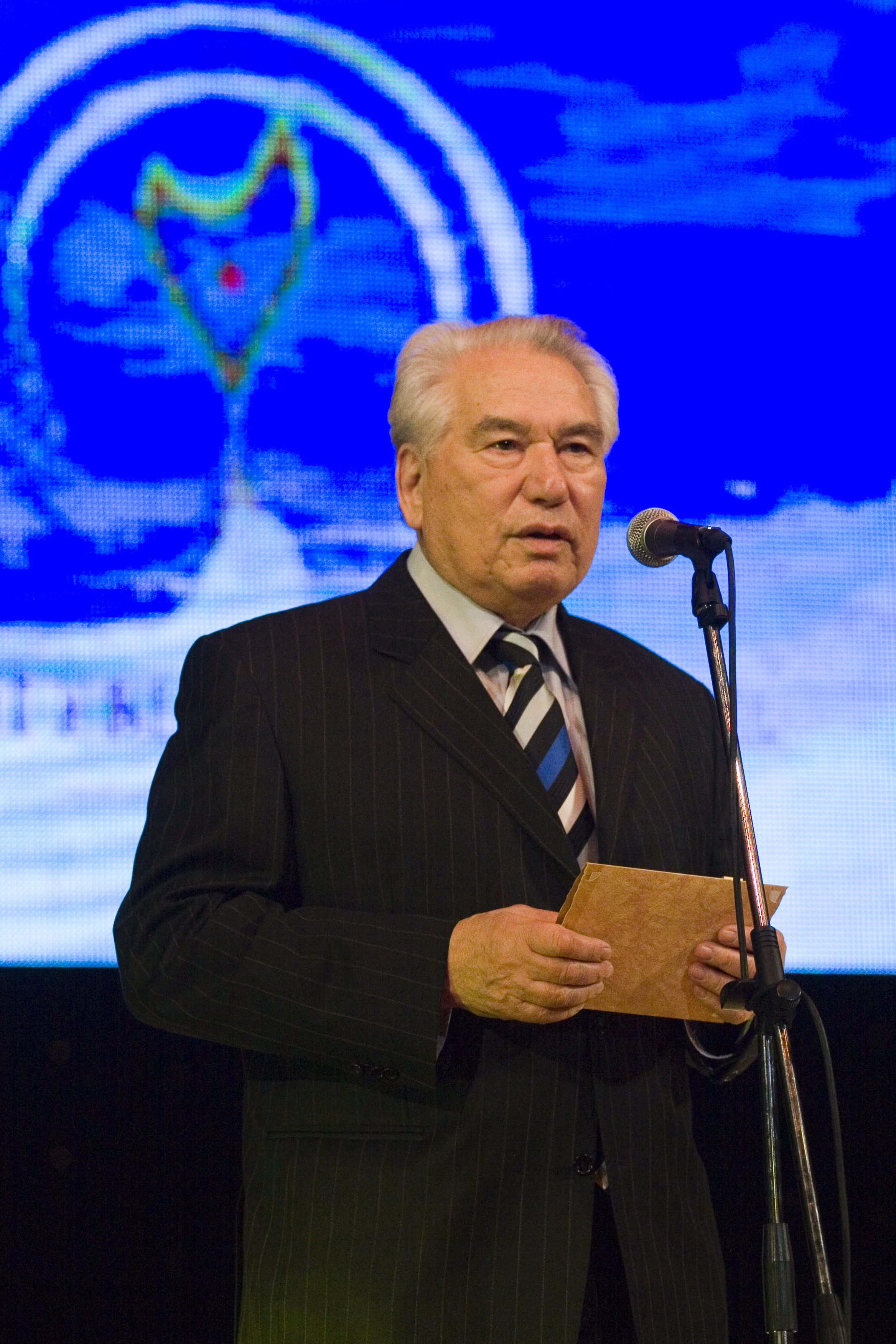
Чингиз Торекулович Айтматов на торжественном вручении премии «Алтын Жүрек» 2007 год

## Номинации
1. За помощь детям-сиротам
2. За поддержку образования
3. За заботу об инвалидах
4. За поддержку и развитие спорта
5. За заботу о ветеранах
6. Меценат года
7. Информационный благотворитель
8. Благотворитель года
9. Организация года
10. За вклад в здравоохранение
11. За вклад в развитие Казахстана
12. За вклад в охрану окружающей среды

## Лауреаты премии
Номинация «За помощь детям-сиротам»
Тасмаганбетова Асель Имангалиевна, г. Алматы (2007)
Удербаев Мурат Прмаганбетович, г. Кызылорда (2008)
Есимханов Есиркеп Досжанович, Алматинская область, г. Талгар (2009)
Аджибаева Амина, г. Алматы (2010)
Смыкова Наталья, г. Семей (2011)
Жұмашев Ысқақ Тұрғанбайұлы (2012)
Туяк Есхожина, г. Талгар (2013)
Рахимбаев Айдын Жумадилович, глава BI Group, председатель совета директоров (2014)
Кабылбаев Мурат, с. Кенесары, Акмолинская область (2015)
Рада Хайрушева, г. Уральск (2016)
Екатерина Яценко г. Экибастуз, Павлодарская область (2017)
Гульнар Кабылбекова, Алматинская область г. Уштобе (2018)
Номинация «За поддержку образования»
ТОО «Алгабас», г. Костанай (2007)
Сеитжанов Серикжан Сеитжанович, г. Шымкент (2008)
Беркинбаев Кайрат Шералиевич, г. Алматы (2009)
Сабильянов Нуртай Салихович, г. Астана (2010)
ТОО «Стандарт цемент», г. Шымкент (2011)
ТОО «Богатырь комир», г. Экибастуз (2012)
Компания «Нурай» г. Кызылорда (2013)
Компания «Емшан-Emshan Co», г. Актобе (2014)
Алтынбеков Бекзат, г. Жезказган (2015)
Ким Никон, г. Чу (2016)
Мурат Адильханов, г. Алматы (2017)
Асылбек Кожахметов, г. Алматы (2018)
Номинация «За заботу об инвалидах»
ОО «Дипломатический клуб в РК», г. Алматы (2007)
Омарбеков Иран Елюбаевич, г. Астана (2008)
Аружан Саин, г. Алматы (2009)
ТОО «Джей Ти Ай Казахстан», Алматинская область, Илийский район, с. Байсерке (2010)
ТОО «Mary Kay Казахстан» (2011)
Бауржан Касымбергебаев — (2011) Архивная копия от 8 июля 2020 на Wayback Machine
Боранбаева Шолпан Казбековна (2012)
Галымбек Кунапияулы (2013)
Ахтанова Асия Тахавиевна, председатель Ассоциации родителей детей инвалидов, г. Алматы (2014)
Кумискалиев Ерлан, г. Атырау (2015)
Дуйсенгали Оспанов, г. Костанай (2016)
Биржан Кужаков г. Уральск (2017)
Нуржан Альжанова, г. Алматы (2018)
Номинация «За поддержку и развитие спорта»
АО «Соколовско-Сарбайское горно-обогатительное производственное объединение» (ССГПО), г. Рудный (2007)
Гашута Владимир Вячеславович, г. Алматы (2008)
Боранбаев Кайрат Советаевич, г. Алматы (2009)
ТОО «Богатырь Комир», г. Экибастуз (2010)
Есей Оркен, учредитель ТОО «Нур Дала» (2011)
Отеулы Хамит, директор ТОО «Алтын Эсел» (2012)
Компания «Алтынтау Кокшетау», Акмолинская область (2013)
Турлыханов Даулет Болатович, Восточно-Казахстанская область (2014)
Ералиев Абзал, г. Кызылорда (2015)
Жаксылык Ушкемпиров, г. Астана (2016)
Благотворительное спортивное мероприятие «Алматы марафон» г. Алматы (2017)
Арман Машимов, Восточно-Казахстанская область, г. Семей (2018)
Номинация «За заботу о ветеранах»
ГУ Управление комитета уголовно-исполнительной системы по Павлодарской области, г. Павлодар (2007)
АО «Евроазиатская энергетическая корпорация», Павлодарская область, г. Аксу (2008)
Гойкалова Людмила Александровна, г. Алматы (2009)
Шалабаев Кусман Каримович, г. Алматы (2010)
Жумабай Жакып, руководитель крестьянского хозяйства «Жакып» (2011)
Нурбаев Молдияр Кылчикович, директор ТОО «Тауекел Т» (2012)
Болат Умуралиев (2013)
Талипов Даурен Оразгалиевич, г. Талдыкорган (2014)
Коротин Сергей, г. Усть-Каменогорск (2015)
Куляш Сарсембаева г. Алматы (2016)
Расима Темербаева г. Алматы (2017)
Сейдахмет Калтаев, Жамбылская область, г. Тараз (2018)
Номинация «Меценат года»
Айтжанов Узакбай Рустемович, г. Алматы (2007)
Компания «Шеврон», г. Алматы (2008)
Ермегияев Амангельды Динович, г. Алматы (2009)
Абдукахар Хашимович Пайзахметов, г. Шымкент (2010)
ТОО «ENRC Kazakhstan» (2011)
Байжаркинов, Борис Нурдаулетович, директор ТОО «Компания „Нурдаулет-Актобе“» (2012)
Есимхан Жанабаев, генеральный директор компании «АШК» (2013)
Ильясова Майра Алимгажиновна, г. Алматы (2014)
ТОО «Археологическая экспедиция», г. Алматы (2015)
Samsung Electronics Central Eurasia, г. Алматы (2016)
Сергей Спицын г. Алматы (2017)
Сергей Глушков, Восточно-Казахстанская область, Шемонаихинский район, поселок Первомайский (2018)
Номинация «Информационный благотворитель»
ГККП «Бурабай газеті», г. Щучинск (2007)
газета «Акжол», г. Тараз (2008)
Байтасов Арманжан Мерекеевич, г. Алматы (2009)
Газета «Время», г. Алматы (2010)
Телепередача «Жан жылуы» (Телеканал «Казахстан») (2011)
Телевизионный проект «Мечты сбываются» (Телеканал «Алматы») (2012)
Телевизионный проект «Біз біргеміз» (Телеканал «Астана») (2013)
ТОО «Телерадиокомпания „Shahar“» (Хит ТВ), г. Алматы (2014)
Телерадиокомпания «Айғақ», г. Шымкент (2015)
Телерадиокомпания «Қазақстан», г. Астана (2016)
Майра Абдрахманова г. Алматы (2017)
Медицинский информационный портал «www.bestdoctor.kz», г. Астана (2018)
Номинация «Благотворитель года»
Закусилов Александр Александрович, Акмолинская область, Сандыктауский район (2007)
ТОО СП «Казгермунай», г. Кызылорда (2008)
Абдрахимова Сапура Зайтжановна, г. Кызылорда (2009)
Булат Мукишевич Абилов, г. Алматы (2010)
Турусбекова Калиша, пенсионерка г. Алматы (2011)
Даирбеков Муслимбай, директор ТОО «Стоматологическая клиника „Шипа-Дент“» (2012)
Оспанов Бауыржан Кенесбекович, председатель наблюдательного совета корпорации «Zhersu» (2013)
Салфиков Талгат Маратович, руководитель торговой сети «Анвар», г. Актобе (2014)
Назарбаев Нурсултан Абишевич, г. Астана (2015)
Гульмира Абдрашева, г. Астана (2016)
Темирлан Шайнусипов, село Ак терек, Алматинская область (2017)
Утемуратов Булат Жамитович, г. Алматы (2018)
Номинация «Организация года»
ТОО «Кар-тел», г. Алматы (2007)
АО «Народный банк Казахстана», г. Алматы (2008)
ТОО «Казатомпром-Демеу», г. Алматы (2009)
Акционерное Общество «Разведка Добыча „КазМунайГаз“»(«РД КМГ»), г. Астана (2010)
Группа компаний «Алтын Кыран» (2011), Учредителем и Генеральным директором компании является Салжанов Исламбек
Акишев Самат Сагинбаевич, руководитель АО «Костанайские минералы» (2012)
Компания «Efes Kazakhstan» (2013)
АО «Военизированная железнодорожная охрана», г. Астана (2014)
ТОО «Агрофирма „Родина“», с. Родина, Акмолинская область (2015)
ТОО «MetallPromGroup», г. Алматы (2016)
АО «Kaspi Bank» г. Алматы (2017)
Фонд «Харекет», г. Алматы (2018)
Номинация «Искусство и милосердие»
Багланова Роза Тажибаевна, г. Алматы (2007)
Детский мюзик-шоу театр «Тансари», г. Алматы (2008)
Болманов Кыдырали Нуртаевич, г. Астана (2009)
Толеушова Саркыт Шаяхметкызы, г. Алматы (2010)
Нурмагамбетова Айжан (2011)
Номинация «За вклад в здравоохранение»
Сулейменова Айдан Тулеутаевна, президент частного благотворительного фонда «Аяла» (2012)
Сарьян Анжелика Грантовна, директор общественного фонда «Амазонка» (2013)
Алматинский онкологический центр (АОЦ), г. Алматы (2014)
Алиева Эльмира, г. Алматы (2015)
Улмекен Кожасова, Карагандинская область (2016)
Клуб «28 петель», г. Астана (2017)
Роза Алимханова, г. Караганда (2018)
Номинация «За вклад в развитие Казахстана»
Вильфрид Штайн, Германия (2011)
Дженнифер Киран, США (2012)
Ежи Старак, компания «Polpharma» Польша (2013)
Камохара Масаеси, Япония (2014)
Россано Томаселли, Италия (2015)
Фиона Коркоран, Ирландия (2016)
Виктория Шарбону и Элизабет Турнок, США (2017)
Ольга Батутина и Илья Байгабулов, г. Москва, Российская Федерация (2018)
Номинация «За вклад в охрану окружающей среды»
Экологический проект «Тазалык», г. Алматы (2018)